# 놀리토
마누엘 아구도 두란(스페인어: Manuel Agudo Durán, 1986년 11월 15일 ~ )은 놀리토(Nolito)라고 불리는 스페인의 은퇴한 축구 선수로, 과거 윙어나 공격수로 활약했다.

## 축구 경력

### FC 바르셀로나
놀리토는 22세의 나이에 FC 바르셀로나 B팀에 합류하였다. 그는 이전에 고향 안달루시아 지방을 연고로 하는 에시하 발롬피에의 선수로 2시즌간 3부리그에서 활약하였다. 같은 리그의 카탈루냐팀에 합류한 후, 그는 2시즌간 16번의 리그 득점을 기록하였다. (이 중 12번이 두 번째 시즌에 기록되었다.) 그는 FC 바르셀로나 B팀을 11년 만에 세군다 디비시온으로 승격시켰다.
2010년 10월 3일, 23세의 나이에, 놀리토는 RCD 마요르카와의 홈 경기에서 페드로 로드리게스와 교체투입되어 FC 바르셀로나 1군 경기에 처음으로 출장하였다. 경기는 1-1 무승부로 종료되었다. 11월 10일, 그는 AD 세우타와의 코파 델 레이 경기에서 선제골을 뽑았고, 팀은 5-1 승리 (합계 7-1)를 거두었다.
놀리토는 2011년 3월 11일 CD 테네리페와의 2군 경기에서 해트트릭을 기록하였고 팀은 이 원정경기에서 4-1 승리를 거두었다. 바르셀로나 2군은 이 시즌을 3위로 마감하였다. 하지만, 1부리그에 바르셀로나 1군이 존재하였으므로 승격이 불가능했다. 그는 2부리그 득점왕이 된 호나탄 소리아노에 이어 13골로 팀내 득점 2위를 기록하였다.

### SL 벤피카
2011년 5월말 놀리토는 FC 바르셀로나의 프로 계약을 거절하고 SL 벤피카와 7월 1일부터 유효한 5년 계약을 체결하였다. 7월 27일, 그는 트라브존스포르와의 UEFA 챔피언스리그 예선전에서 데뷔골을 기록하였고, 팀은 2-0 승리를 거두었다. 그는 2차전에서도 골을 기록하였고, 벤피카는 원정에서 1-1 무승부를 거두었다.
2011년 8월 20일, 놀리토는 CD 페이렌세와의 리그 홈 경기에서 득점하였고, 팀은 3-1로 승리하였다. 그는 벤피카의 공식 경기에서 5회 연속 득점하여 에우제비우와 동률 기록을 세웠다.